# Vue Movie Distribution
Vue Movie Distribution (dawniej ITI Cinema) – nieistniejący już dystrybutor filmów w kinach oraz producent i koproducent polskich filmów fabularnych.

## Historia
Założony w 1990 jako rozszerzenie działalności ITI Corporation o dystrybucję kinową. Przedsiębiorstwo na początku swej działalności wprowadziło wiele innowacji na polskim rynku jak specjalne banery i standy, bardzo dobrej jakości technicznej fotosy i plakaty a także zwiastuny filmów. Kopie sprowadzane do wyświetlania były używane i importowano je z różnych regionów świata, co powodowało że niektóre obrazy nie weszły do obrotu z powodu zbyt dużych zniszczeń kopii. Pierwszym dystrybuowanym filmem były Niebezpieczne związki, którego premiera odbyła się 15 czerwca 1990 roku. Latem 1990 roku ITI Cinema odniosło duży sukces jednak sytuacja zaczęła się zmieniać wraz z początkami konkurencji pomiędzy Syrena Entertainment Group. W 1991 roku próbowano nadrobić straty produkcjami Disneya które dystrybuował Warner Bros jednak brak dubbingu, spowodował niską frekwencję. Z tego względu zdecydowano się na dystrybucję filmów polskich z których pierwszymi były Kroll i VIP. 
W 1992 roku podpisano kontrakt z United International Pictures, jednak stagnacja na rynku kinowym uniemożliwiła większą ekspansję. Koniec tego roku spowodował wycofanie się Walta Disneya i Warner Bros, ale dzięki współpracy z UIP ITI Cinema osiągnęło w 1993 roku sukces komercyjny w wyświetlaniu filmów. W późniejszych latach przejęli większość obowiązków ITI Home Video od spółki matki i zajmowali się również kwestią fizycznej dystrybucji. Wielkim sukcesem okazała się także dystrybucja polskich produkcji jak Kiler. W 1998 roku podpisano umowę z UIP na utworzenie spółki UIP-ITI, jednak w grudniu 2000 roku obydwa przedsiębiorstwa rozdzieliły się na UIP Poland i ITI Cinema.
ITI Cinema w 2013 zmieniła nazwę spółki na Vue Movie Distribution, po sprzedaży go Vue Entertainment Group wraz z siecią kin Multikino przez Grupę ITI.
W 2020 roku podmiot został wykreślony z rejestru przedsiębiorców Krajowego Rejestru Sądowego.